# Jean Wicki
Jean Wicki   (Sierre, 18 de juny de 1933 - 11 de juny de 2023) fou un pilot de bob suís que va competir durant les dècades de 1960 i 1970.
El 1968 va prendre part en els Jocs Olímpics d'Hivern de Grenoble, on va disputar les dues proves del programa de bob. Fent equip amb Hans Candrian, Willi Hofmann i Walter Graf va guanyar la medalla de bronze en la prova de bobs a quatre, mentre en la de bobs a dos fou novè. Quatre anys més tard, als Jocs de Sapporo, tornà a disputar les dues proves del programa de bob. Guanyà la medalla d'or en la prova de bobs a quatre fent equip amb Werner Camichel, Edy Hubacher i Hans Leutenegger; i la de bronze, fent parella amb Edy Hubacher, en la de bobs a dos.
En el seu palmarès també destaquen una medalla d'or i una de bronze al Campionat d'Europa de bob i vuit campionats nacionals, quatre en dos homes i quatre més en quatre homes.